# إخوة الدمار
إخوة الدمار هو فريق تاغ للمصارعة المحترفة في دبليو دبليو إي، وتضم المصارعين أندرتيكر وكين واعضاء هذا الفريق هم اخوة.

## تشكل الفرقة
تم تشكيل فرقة إخوة الدمار منذ التقاء كين والأندرتيكر لأنهم اخوة من الأم ف كين أبوه إسباني والأندر تيكر أبوه أمريكي وهناك بينهم تشابه تام في شكل الأنف وفي شكل الكادومة والنضرات وأيضا نضرا لحركاتهم المتشابهة كحركة شوك سلام وتومبستون بعد عداوتهم الأولى وقد حلت الفرقة عام 2004 بسبب اصابة الأندرتيكر في مباراة فاز فيها ضد ريمستيريو.

## عودة اخوة الدمار (2006 – 2007)
وهو يسعى إلى الخراب والطمع والدمار لعب الأندرتيكر ضد بطل الولايات المتحدة آنذاك كين كينيدي في مهرجان No Mercy 06 لكن المباراة انتهت بـDQ بعد أن ضرب الأندرتيكر كينيدي بالحزام، 
في الثالث من نوفمبر في عرض سماك داون، اتّحد الأندرتيكر مع كين وأعادا تكوين فرقو أخوة الدمار لأول مرة منذ 5 سنين، ولعبوا ضد كين كينيدي وMVP الذي كان كين في عداوة معه ذلك الوقت، 
هزم كينيدي الأندرتيكر في مهرجان Surviver Series في مباراة من نوع First Blood بعد أن تدخل MVP, 
هزم الأندرتيكر مستر كينيدي أخيراً في مباراة من نوع Last Ride Match في Armageddon 06 بعد أن نفذ حركة شوك سلام وتومبستون على أعلى السيارة على كينيدي وأدخله السيارة، 
تابع الاثنان العداوة حتى عام 2007 عندما كلّف كينيدي الأندرتيكر مباراتان على لقب المصنف الأول.
ل وقاموا بحمل الأندرتيكر لخارج الحلبة، في الحقيقة كان الأندرتيكر يعاني من عدة إصابات في يده وكانت تحتاج إلى الجراحة، لكن الاتحاد لم يكن يريد أن يكسر شخصية الأندرتيكر وجعله يسلّم الحزام بسهولة، 
في الوقت الذي كان الأندرتيكر يشفى من الإصابة، حطّم مارك هنري عدة من المصارعين الصغار، وتفاخر بعد ذلك بما فعله بالأندرتيكر، ليمهد لعودة الأندرتيكر، 
عاد الأندرتيكر في مهرجان Unforgivin 07 ليهزم مارك هنري بعد تنفيذ حركة Last Ride من الزاوية، وهزمه مرة أخرة في عرضي السماك داون التاليين بعد تنفيذ حركة Choke Slam, 
الأندرتيكر وباتيستا استأنفا عداوتهما في مهرجان Cyber Sunday 07 عندما اختار الجمهور المصارع ستيف أوستن كحكم خاص على المباراة، وانتهت المباراة بفوز باتستا وبقاء الحزام عنده بعد تنفيذ حركة Batista Bomb مرتان متتاليتان على الأندرتيكر ليصبح نتيجة مباراياتهما 1-2-1, تصارع الاثنان مرة أخرى في مباراة من نوع Hell In A Cell في مهرجان Surviver Series 07 وتدخل إيدج في المباراة بعد عودته من الإصابة، وقام بضرب الأندرتيكر بالكاميرا والكرسي ويسحب باتيستا الذي كان مغميّا عليه ويضعه فوق الأندرتيكر وثبّت الحكم وفاز باتستا، نتيجة لذلك نفذ الأندرتيكر حركة Tombstone على مديرة عرض السماك داون فيكي جريرو، في الاسبوع التالي كانت فيكي جريرو في المستشفى بسبب حركة الأندرتيكر، مما جعل مساعد مديرة العرض ثيدر لونج يحدّد مباراة من نوع Triple Threat Match على حزام الوزن الثقيل في مهرجان Armageddon, في ذلك المهرجان استطاع إيدج الفوز في المباراة وانتقل الحزام إليه بعد أن نفذ الأندرتيكر تومب ستون على باتستا ثم تلقّى ضربة بالكرسي من إيدج، ليثبت إيدج باتستا، في الرابع من يونيو في عرض السماك داون نافس الأندرتيكر في منافسة Beat The Clock وكانت هذه الممنافسة على لقب المصنف الأول للعب على الحزام في مهرجان Royal Rumble 08, وكانت مباراة الأندرتيكر ضد مارك هنري، والحكم الخاص في المباراة هو المصارع مات ستريكر، نفذ الأندرتيكر حركة شوك سلام على هنري ولكن ستريكر امتنع عن العد، نتيجة لذلك لم يفز الأندرتيكر في المنافسة، لاحقاً في نفس الليلة تدخل الأندرتيكر وباتستا في مباراة ري ميستيريو لمساعدته في الفوز في المنافسة، واستطاع مستيريو هزيمة صاحب الحزام نفسه... إيدج، ولكن فشل مستيريو في انتزاع الحزام من إيدج في المهرجان، ناقس الأندرتيكر في مباراة الحدث الرئيسي، ودخل الرقم 1 في المباراة، ولكنه أُخرج من المصارع الذي أخرجه هو السنة الماضية... شون مايكل. بعد شهر من ذلك في مهرجان No Way Out 08 هزم الأندرتيكر كل من باتستا، فينلي، جريت كالي، بيج دادي في و MVP في Elimination Chamber, ليصبح المصنف الأول على الحزام في رسلمينيا24, هزم الأندرتيكر إيدج في رسلمينيا لينتزع الحزام منه بعد أن استسلم إيدج من حركة بوابة الجحيم، ويحافظ الأندرتيكر على رصيده المثالي في رسلمينيا 16-0, في إعادة المباراة بمهرجان Backlash 08 استطاع الأندرتيكر الفوز مرة أخرى، في عرض السماك داون، قامت فيكي جيريرو مديرة عرض السماك داون بسحب الحزام من الأندرتيكر كما حضرت عليه استعمال حركة بوابة الجحيم زاعمة أنها تؤذي المصارعين، صارع الأندرتيكر إيدج مرة أخرة في مهرجان BACKLASH
واستطاع التغلب عليه بالعد، ولكن لم يعطِ الحزام للأندرتيكر لأنه لا ينتقل الحزام إلّا بعد انتهاء المباراة بالتثبيت أو الاستسلام، واجه الاثنان بعضهما مرة أخرى على اللقب في مهرجان One Night Stand 08 في مباراة من نوع TLC, وكانت من شروط المباراة التي وضعتها فيكي جريرو أنه إذا خسر الأندرتيكر سيطرد من الاتحاد، وخسر الأندرتيكر في المباراة بعد تدخل الـLa Familia.

## عداوة اخوة الدمار
حين عاد الاندرتيكر عام 2010 بعد مباراته القوية مع شون مايكل، حيث قام بطل العالم للوزن الثقيل الجديد جاك سواغر في RAW بتحدي أول شخص يدخل الحلبة وحينما هم بالخروج دقت موسيقى الاندرتيكر، وبدأت مباراة ليست على اللقب بينهما والتي انتهت بانتصار الاندرتيكر، وكان واضحا تعب واعياء الاندرتيكر في هذه المباراة، ثم في عداوة راندي أورتن وايدج كان على كل منهما اختيار مصارع يواجه الآخر، وكان البدأ باختيار راندي أورتن لمصارع يواجه ايدج، دخل كريستيان لمواجهة ايدج وقد ابدى مباراة رائعة ولكنها انتهت بفوز ايدج، ثم فجأة يظهر راندي أورتن على الشاشة ويقول تهانينا يا ايدج لقد قدمت مباراة جيدة لكني استغرب من وجود كريستيان فهو ليس المصارع الذي اخترته لك واستغرب إيدج، وفجأة تدق موسيقى الاندرتيكر لقد اختار راندي اورتن الاندرتيكر للمواجهة بدأت المباراة بهرب إيدج من الحلبة ووقوفه خارجها وبدأ الحكم يعد حتى فاز الاندرتيكر بالعد، الا انه لم يكن راضيا عن النتيجة ثم قام كريستيان بدفع ايدج إلى داخل الحلبة من ورائه ثم امسكه الاندرتيكر وقام بعمل chokeslam ثم خرج ولعب مع ري ميستيريو مباراه لتحديد من سيكون بمباراه Fatal 4 wayوفاز بها، تم تأكيد تعرض الأندرتيكر لإصابة بالغة جراء مباراته الأخيرة مع ري ميستيريو حيث نزف تيكر بشدة أثناء اللقاء، وتم تشخيص الحالة على أنها كسور في الأنف والعظام المدارية إضافة إلى ارتجاج خفيف وكان ذلك نتيجة تلقي ضربة خاطئة من مستريو ووجد كين اخوه الاندرتيكر في حاله عجز تام ولم يعرف من الفاعل وكان يشك بجميع المصارعين وبالتحديد سي ام بنك وجاك سواغر وري ميستيريو وشيمس ولان عاد الاندرتيكر في سمر سلام 2010 وقد توضح ان كين اراد الشهرة جراء معاقبة الفاعل لكن بالنهاية كان كين هو الفاعل ثم عادى اخاه، حتى ان اندرتيكر عاد في مهرجان السمرسلام وحاول أن يقوم بضرب كين ولكن كين قام بعمل التومب ستون على الأندرتيكر ليسقطه أرضاً وفي العرض التالي لسماك دون دخل كين وهو يفتخر بما فعل بأخيه الأندرتيكر وقد قال أنه كان منذ 13 عاماً يخطط لهذه العملية وأخيرا نجح وقد قال أيضا انه أصبح الآن بقوى الأندرتيكر وسوف يستمر بطلاً للعالم للوزن الثقيل فترة طويلة ولن يستطيع أي أحد ان يقوم بإيقافه، في العرض التالي لراو الذي كان بمناسبة العرض رقم 900 تم تحديد مباراة بين الاندرتيكر وبريت هارت ولكن قبل بداية المباراة دخل عصابة «النكسوس» وهاجموا الاندرتيكر ولكن الاندرتيكر استطاع ان يسيطر عليهم، ولكن انطفأت الأنوار وشاهدنا الاندرتيكر على ظهر «وايد باريت» الذي استطاع ان يقوم بعمل الحركة القاضية على الأندرتيكر ليطرحه أرضاً، كل هذا مؤثرات من كين ! وفي عرض سماك دون التالي الاندرتيكر افتتح العرض وقال إنه لا يستطيع الانتظار لمهرجان «ليلة الأبطال» لأنه سوف يلعب ضد كين، وقد طلب الاندرتيكر ان تكون هذه المباراة من نوع " No Holds Barred " وفي العرض التالي أعلن كين موافقته على هذا النوع، وفي «ليلة الأبطال» لعب الاندرتيكر ضد كين مباراة قمة في الروعة انتهت لصالح كين بعد أن قام بقلب حركة التومب ستون على الأندرتيكر.. ولايزال الأندرتيكر في حالة ضعف تام.. وفي السماك دون التالي تفاجئنا بعودة مدير أعمال الأندرتيكر الشهير ووالد كين بول بيرر ليساعد الاندرتيكر ضد كين بقوة الجرة السحرية.. وهذا فعلاً ما حصل وسيطر الاندرتيكر على كين اسبوعين متتاليين، ولكن في مباراة قفص الجحيم في مهرجان " Hell In A Cell " لعب الأندرتيكر ضد كين مباراة داخل قفص حديدي وفاز في هذه المباراة كين أيضا بسبب خيانة بول بيرر للأندرتيكر ليزيد من جراح الرجل الميت !! في السماك دون الماضي دخل بول بيرر مع كين للحديث عن الانتصار.. وإتضح أن كين أعاد بيرر من أجل أن ينهي الأندرتيكر تماماً.
عاد الاندرتيكر مرة أخرى في السماك داون حيث تقرر ان يلعب مباراة من نوع Buried alive أي مباراة الدفن حيا، ويجدر الذكر هنا انه لم يسبق للاندرتيكر بالفوز في هذه المباراة سابقا حيث كانت دائما تنتهي بتدخلات خارجية والتي كانت معظمها بسبب كين نفسه مثل مباراته ضد مكمان وأيضا مباراته ضد ستيف اوستن.
لعب الاندرتيكر ضد كين حيث كان على وشك الفوز بل انه رمى كين في القبر لولا تدخل النكسس الغير مفهوم حيث قاموا بلا سبب بضرب الاندرتيكر مما مكن كين من الفوز ولكن بعد المباراة دقت موسيقى الاندرتيكر حيث ظهر شعار الاندرتيكر مرة أخرى وكأنه ليه يتوعد بالثأر والانتقام.
وكان السبب الحقيقي لهذا الغياب هو اصابة الاندرتيكر في الظهر حيث كان يحتاج للجراحة وأيضا عدم تعافيه تماما من اصابته السابقة.

## العودة الفنية لاخوة الدمار في الحلقة الألف من رو raw
حصل قبل الفية رو نقاش حول عودة الاندرتيكر ومشاركته في الفية الرو وفي يوم 24/7/2012 حدد نزال بين جيندر ماهول وكين دخل كين إلى الحلبة لمواجهة خصمه جيندر ماهال الذي أحضر معه خمسة مصارعين لمواجهة كين دقّت أجراس الظاهرة والأسطورة اندرتيكر ليسجل ظهوره الأول منذ الرسملينيا 28 ودخل إلى الحلبة بطريقته المهيبة ليحي كلاهما فريق أخوة الدمار.

## في المصارعة
في المصارعة الحرة كان جميع المصارعين يخشون فريق الدمار وكان كل من الأعضاء أقوياء

## البطولات والإنجازات
قام كين بتسجيل رصيد جيد لفريق اخوة الدمار عندما فاز بحزام ال WWF Hardcore في مهرجان WrestleMania 17 عام 2001 في مباراة بينه وبين البيغ شو والمصارع رافين.
بدأ فريق اخوة الدمار عداوة جديدة مع المصارعين Edge و Christian و Triple H و Albert و Rikishi و Haku ، وفي أثناء عداوة اخوة الدمار مع هؤلاء المصارعين تغلب كين على تربل اتش في مهرجان Judgment Day 2001 ليربح حزام WWF Intercontinental في مباراة Chain match .
فاز فريق The Brother of Destruction ب WCW Tag team Titles لما هزما المصارعان Chuck Palumbo و Sean O'Haire وذلك في عرض Smackdown بتاريخ 9 / 8 / 2001
فاز فريق اخوة الدمار على Diamond Dallas Page و Chris Kanyon واصبح بذلك معهم بطولتي WWF World Tag team Championship و WCW World Tag team Championship .
استمر هذا الفريق المدمر في تدمير أي مصارع يعترض طريقه، فقاموا في مهرجان Unforgiven 2001 بهزيمة فريق KroniK المكون من المصارعين Brian Adams و Bryan Clarke .
وفي مهرجان Survivor Series 2001 اشترك الاندرتيكر وكين في فريق ال WWF المكون من Rock & Y2J & Big Show & Kane & Taker وهزموا فريق Austin & RVD & Angle & Booker & Shane Mcmahon
اتحد فريق اخوة الدمار مرة أخرى وهزموا فينلي وكينج بوكر في آخر عرض SD لسنة 
2006

## روابط خارجية
- إخوة الدمار على موقع عالم المصارعة على الإنترنت (الإنجليزية)
- إخوة الدمار على موقع عالم المصارعة على الإنترنت (الإنجليزية)